# Просянське родовище первинних каолінів
Просянське родовище первинних каолінів розташоване в Дніпропетровській області. 

## Опис
Поклади первинних каолінів сконцентровані, в основному, в басейні струмка Берестовий (приток р. Вовча) і випадаючих в нього балок (Скидяна, Рогова, Бібикова, Кирилкова, Десятерикова, Просяна та інші). В результаті розвідок найбільш детально вивчені й вироблені Мало-Михайловські і Скидянівські поклади.
У складі останнього виділяються ділянки лівого і правого схилу б. Скидяної. Пізніше розвіданий ще один поклад каолінів — Вершинський. Інші поклади — Берестовський, Західно-Дібровський, Киричковський — вивчені попередньо по рідкій сітці.
За даними В. І. Сивоконь, загальна площа, яку займають первинні каоліни, перевищує 200 км.
В районі розвинуті архейські і нижньопротерозойські кристалічні породи, серед яких переважають біотит-плагіоклазові гнейси, плагіограніти і мігматити (Дніпропетровсько-Токовський комплекс). Загальна потужність кори вивітрювання місцями перевищує 100 м при коливаннях від метру до 40—50 м.
Максимальної каолінізації породи піддавались вздовж тектонічних порушень, відбитих в рельєфі основними балками і оперяючими їх ярами. Потужність вскришних порід в середньому становить 15—20 м при коливаннях від 10—12 до 30—40 м.
Площа окремих каолінових покладів коливається від десятків гектарів до 2—5 км2. У вертикальному розрізі покладів виділяються такі зони (зверху вниз): нормальних каолінів, лужних каолінів, гідрослюд, дресви і вивітрілих кристалічних порід. Зона лужних каолінів розвинута не всюди (на плагіогранітах і їх мігматитах вона відсутня) і виражена первинними каолінами з не повністю зруйнованим мікрокліном і гідрослюдами.
Промислова експлуатація родовища почата в 1894 р. на Мало-Михайлівському покладі.
Запаси каолінів Просянського родовища затверджені як комплексна сировина для керамічної, паперової, гумової та парфумерної промисловості, для шамотних виробів, ультрамарину і силуміну. Вони складають на 01.01.98 р. по категоріях А+В+С1 тис. т каоліну первинного 64 608, лужного 13 850, по категорії С2 тис. т первинного каоліну 134 172, лужного 21 923.